# Asystasia charmian
Asystasia charmian är en akantusväxtart som beskrevs av Spencer Le Marchant Moore. Asystasia charmian ingår i släktet Asystasia och familjen akantusväxter. Inga underarter finns listade i Catalogue of Life.